# Riconoscimenti ottenuti da Toy Story 3 - La grande fuga
Toy Story 3 - La grande fuga (Toy Story 3) è un film d'animazione del 2010 diretto da Lee Unkrich. Terzo capitolo dell'omonima saga prodotta dai Pixar Animation Studios, dopo Toy Story - Il mondo dei giocattoli e Toy Story 2 - Woody e Buzz alla riscossa, il film uscì nelle sale cinematografiche statunitensi il 18 giugno 2010, distribuito dalla Walt Disney Company, mentre in Italia, dopo la première mondiale tenutasi al Taormina Film Fest il 12 giugno 2010, la pellicola debuttò nei cinema il 7 luglio dello stesso anno.
Toy Story 3 debuttò in 4 028 cinema americani e canadesi il 18 giugno 2010 e nel giorno d'apertura incassò 41 148 961 $, diventando il maggior incasso nel giorno d'apertura per un film animato, battendo il record precedentemente appartenuto a Shrek terzo. Nel week-end d'apertura, la pellicola incassò 110 307 189 $ e nel luglio dello stesso anno, sorpassò Shrek 2, diventando la prima pellicola animata nella storia a raggiungere il traguardo del miliardo di dollari.
Il film fu candidato a svariati riconoscimenti, inclusi tre Annie Award, cinque Premi Oscar e un Golden Globe. Toy Story 3 perse agli Annie Award contro Dragon Trainer, ma ottenne l'Oscar al miglior film d'animazione e quello per la migliore canzone, venendo nominato anche per la migliore sceneggiatura non originale e il miglior montaggio sonoro alla 83ª edizione degli Oscar. La Disney puntò molto sulla performance del film agli Oscar, promuovendolo con un'imponente campagna pubblicitaria attraverso i cosiddetti For Your Consideration. Al di là della candidatura nella categoria di miglior film, data per scontata dalla gran parte degli addetti ai lavori, la compagnia si diede da fare per sponsorizzare il film come un valido vincitore del premio.
La pellicola ottenne pareri e recensioni molto positive dalla maggior parte dei critici, tanto che il sito aggregatore di recensioni Rotten Tomatoes registrò un 98% di "freschezza". Il film ricevette il plauso dalla quasi totalità della critica statunitense, che applaudì l'elevata qualità della storia, in grado di mescolare l'intrattenimento più immediato con temi profondi e adulti, come la paura della perdita, la fedeltà, il bisogno di crescere e l'accettazione della propria mortalità.

## Campagna pubblicitaria
(Discorso di ringraziamento di Lee Unkrich per l'Oscar al miglior film d'animazione.)
La Disney, nominata nel corso della storia degli Oscar solamente in due occasioni, nel 1991 per La bella e la bestia e nel 2010 per Up, decise di puntare su Toy Story 3 per aggiudicarsi il premio come "miglior film", forte del fatto di aver riscontrato il plauso di critica e pubblico. La campagna promozionale prendeva le mosse dalla considerazione che molte altre opere di genere avevano vinto la statuetta per il miglior film (horror, di guerra, fantasy, sequel). Rich Ross, presidente del consiglio di amministrazione Disney, affermò: «Abbiamo il più grande e meglio recensito film dell'anno. Se non questo film, se non quest'anno, quando?».

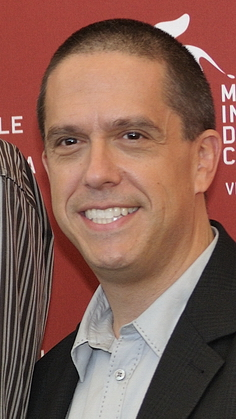
Lee Unkrich, regista del film.

I For Your Consideration includevano immagini ritraenti scene di Toy Story 3 echeggianti altrettanti lavori di genere, remake e seguiti vincitori dell'Oscar, con impressa la tagline Not Since... (Non da..., interpretabile come un Non dai tempi di...), accompagnata dal titolo della pellicola parodiata. I film presi in considerazione furono Il silenzio degli innocenti, Tutti insieme appassionatamente, The Millionaire, American Beauty, Il padrino - Parte II, La tragedia del Bounty, Io e Annie, Fronte del porto, Titanic, Rocky, Shakespeare in Love, Il braccio violento della legge, Un uomo da marciapiede, Platoon, La stangata e Il Signore degli Anelli - Il ritorno del re. Proprio quest'ultima opera venne presa a termine di paragone sia dal regista Lee Unkrich che dai commentatori in quanto, all'epoca, l'Oscar al film di Peter Jackson venne visto da molti come un premio complessivo alla trilogia fantasy. Allo stesso modo, l'Oscar a Toy Story 3 sarebbe sembrato un riconoscimento all'intera saga Pixar.
Secondo altri, invece, la strategia si sarebbe rivelata sbagliata, come nel caso di Harvey Weinstein, che nel 2002 escogitò una campagna simile a favore dell'Oscar per Martin Scorsese e il suo Gangs of New York. A contrastare la candidatura della pellicola fu la sua sconfitta ai vari premi di categoria (come il Writers Guild of America Award e il Directors Guild of America Award), che vengono votati dagli stessi membri dell'Academy. Proteste per un'eventuale vittoria del film si sollevarono in particolare da un'associazione di dipendenti dei parchi tematici Disney, che si erano visti privare dell'assicurazione sanitaria dalla compagnia.
Patrick Goldstein e James Rainey, del Los Angeles Times, scrissero che l'unico modo per un film animato di vincere l'Oscar per il miglior film sarebbe stato quello di cambiare la mentalità dell'associazione, citando la ritrosia degli attori, la categoria più rappresentata all'interno dell'Academy, a votare un film in cui non compaiono attori in carne ed ossa sullo schermo, e conclusero affermando: «Per adesso, se sei la Pixar, ti sei guadagnata la nostra eterna gratitudine cinematografica per aver fatto film che toccano il nostro senso del meraviglioso, del dolore e del divertimento. Ma non hai ancora il diritto di essere presa sul serio dall'Academy». L'Oscar venne poi vinto da Il discorso del re.
Ironicamente, la casa di produzione non presentò la candidatura alla migliore colonna sonora a causa della presenza di molti temi creati nel passato che rese ineleggibile il lavoro di Newman, puntando invece sulle nomination alla miglior canzone. Newman venne nominato per la canzone We Belong Together, ottenendo la sua ventesima candidatura agli Oscar e, in seguito, la sua seconda vittoria, dopo il riconoscimento nel 2002 per la canzone If I Didn't Have You (tratta da Monsters & Co.), così come venne nominata la sceneggiatura di Arndt, che si disse onorato e commentò scherzosamente la sua seconda nomination: «Penso che chiunque stia aspettando un mio fallimento non dovrà attendere a lungo».

### Controversia con gli Annie Award
Diametralmente opposti furono i provvedimenti presi dallo studio nei confronti degli Annie Awards, uno dei più importanti riconoscimenti dedicati al settore dell'animazione. Nell'agosto del 2010, infatti, Ed Catmull, presidente dei Walt Disney Animation Studios, dichiarò che la compagnia non avrebbe sottoposto nessuna delle proprie opere prodotte durante il 2010 per gli Annie Award, a causa delle farraginose regole del premio. L'episodio che innescò la controversia è da farsi risalire alla vittoria schiacciante di Kung Fu Panda nel 2008, a discapito di WALL•E, che avrebbe in seguito vinto l'Oscar al miglior lungometraggio d'animazione. L'edizione del 2008 mostrò il sistema fallace degli Annie, il cui regolamento prevedeva che potesse votare chiunque fosse iscritto come membro all'ASIFA-Hollywood, la sezione di Hollywood della "Association Internationale du Film d'Animation" che regola le premiazioni, professionista del settore o semplice appassionato. Jeffrey Katzenberg, a capo della DreamWorks Animation, aveva offerto l'iscrizione all'ASIFA a tutti i suoi dipendenti e, in seguito, la incluse nel pacchetto di benvenuto ai nuovi assunti. Così facendo, Kung Fu Panda vinse undici premi sulle sedici candidature. Le lamentele degli addetti ai lavori costrinse gli organizzatori dell'Annie a rivedere le modalità di premiazione.
L'ASIFA modificò il regolamento nel 2009 e impose che solo i professionisti potessero votare, pur mantenendo le categorie produttive, come quella al miglior lungometraggio, aperte al voto di studenti d'animazione e appassionati. L'anno successivo fu decretato che solo i professionisti del settore iscritti all'associazione, e approvati da un comitato supervisore, potessero eleggere il vincitore. Catmull, insoddisfatto dei cambiamenti apportati, chiese la presenza di un consiglio formato dai vari studi d'animazione che potesse suggerire ulteriori cambiamenti nel regolamento degli Annie. L'ASIFA respinse le richieste di Catmull e la Disney, in tutta risposta, decise di non sottoporre nessuna delle proprie opere come contendenti per l'Annie Award del 2011. I singoli artisti potevano comunque presentare i propri lavori allo stesso modo in cui il comitato supervisore poteva nominare opere giudicate meritevoli.
Toy Story 3, infatti, ricevette tre candidature e un'ulteriore nomination venne assegnata al cortometraggio Quando il giorno incontra la notte. A spopolare fu nuovamente la DreamWorks, che, grazie alla presenza massiccia di proprio dipendenti all'interno dell'ASIFA, circa il 40% del totale, ottenne sei candidature per Megamind, cinque per Shrek e vissero felici e contenti e sedici per Dragon Trainer. Quest'ultima pellicola vinse nove premi, tra cui quelli per miglior sceneggiatura, miglior regia e miglior film. Nessuna personalità Disney/Pixar nominata per un premio presenziò alla cerimonia e la vittoria di Dragon Trainer suscitò uno scalpore pari a quello dell'edizione del 2008. Per molti critici, i premi Annie persero gran parte delle loro credibilità nel settore dei premi cinematografici.

## Classifiche
Toy Story 3 fu segnalato tra i migliori film dell'anno in diverse classifiche, come quella dell'American Film Institute, del The New Yorker, del The Philadelphia Inquirer, del El País, e The Guardian. comparando addirittura nella lista dei venticinque miglior film d'animazione di sempre secondo il TIME, all'undicesimo posto. Tra le classifiche redatte da critici in cui il film è stato ritenuto tra i primi posti della top-ten della stagione cinematografica del 2010:
- 1º per Quentin Tarantino, The Quentin Tarantino Archives[31]
- 1º per Richard Corliss, TIME[32]
- 1º per Kenneth Turan, Los Angeles Times (a pari merito con Inception e The Social Network)[33]
- 1º per Derek Adams, Time Out[34]
- 1º per l'International Business Times[35]
- 2º per Jonathan Levine, Very Aware[36]
- 2º per A. O. Scott, The New York Times[37]
- 2º per Peter Hartlaub, San Francisco Chronicle[38]
- 3º per Tim Robey, The Daily Telegraph[39]
- 3º per Empire[40]
- 3º per Joe Neumaier, New York Daily News[41]
- 3º per Owen Gleiberman, Entertainment Weekly[42]
- 3º per Ciak[43]
- 4º per David Edelstein, New York Magazine[44]
- 4º per Lisa Schwarzbaum, Entertainment Weekly[45]

- 4º per Ty Burr, The Boston Globe[46]
- 5º per Richard Roeper, Chicago Sun-Times[47]
- 5º per Mick LaSalle, San Francisco Chronicle[48]
- 5º per Philip French, The Guardian[49]
- 5º per Mike Scott, The Times-Picayune[50]
- 6º per Betsy Sharkey, Los Angeles Times[51]
- 6º per David Ansen, Newsweek[52]
- 6º per Chris Vognar, The Dallas Morning News[53]
- 6º per The Onion A.V. Club[54]
- 7º per Todd McCarthy, The Hollywood Reporter[55]
- 7º per Germain Lussier, Slash Film[56]
- 8º per Caludia Puig, USA Today[57]
- 8º per Peter Rainer, The Christian Science Monitor[58]
- 9º per Wesley Morris, The Boston Globe[59]
- 9º per Joe Morgenstern, The Wall Street Journal[60]
- 10º per Peter Travers, Rolling Stone[61]

## Riconoscimenti
I premi ricevuti dal film sono stati:
- 2011 - Premio Oscar
  - Miglior film d'animazione a Lee Unkrich
  - Migliore canzone (We Belong Together) a Randy Newman
  - Candidatura come miglior film a Darla K. Anderson
  - Candidatura come migliore sceneggiatura non originale a Michael Arndt, John Lasseter, Andrew Stanton e Lee Unkrich
  - Candidatura come miglior montaggio sonoro a Tom Myers e Michael Silvers
- 2011 - Golden Globe
  - Miglior film d'animazione a Lee Unkrich
- 2011 - Premio BAFTA
  - Miglior film d'animazione a Lee Unkrich
  - Candidatura come migliore sceneggiatura non originale a Michael Arndt
  - Candidatura come migliori effetti speciali a Guido Quaroni, Michael Fong e David Ryu
- 2011 - Saturn Award
  - Miglior film d'animazione
  - Candidatura come miglior sceneggiatura a Michael Arndt
- 2011 - Critics' Choice Awards
  - Miglior film d'animazione
  - Candidatura come miglior film
  - Candidatura come miglior sceneggiatura non originale a Michael Arndt, John Lasseter, Andrew Stanton e Lee Unkrich
  - Candidatura come miglior canzone (We Belong Together) a Randy Newman
  - Candidatura come miglior sonoro a Tom Myers e Michael Silvers
- 2013 - Critics' Choice Awards
  - Candidatura come miglior film franchigia
- 2010 - Chicago Film Critics Association Award
  - Miglior film d'animazione
  - Candidatura come migliore sceneggiatura non originale a Michael Arndt
- 2011 - Empire Awards
  - Candidatura come miglior commedia
- 2011 - Kansas City Film Critics Circle Awards
  - Miglior film d'animazione
- 2011 - MTV Movie Award
  - Candidatura come miglior cattivo a Ned Beatty
- 2010 - National Board of Review Awards
  - Migliori dieci film
  - Miglior film d'animazione
- 2010 - Satellite Award
  - Miglior film d'animazione o a tecnica mista
  - Candidatura come migliore sceneggiatura originale a Michael Arndt, Andrew Stanton, Lee Unkrich e John Lasseter
- 2011 - Awards of the Japanese Academy
  - Candidatura come miglior film straniero
- 2010 - Boston Society of Film Critics Award
  - Miglior film d'animazione
  - Candidatura come miglior film
- 2011 - Dorian Awards
  - Candidatura come Film dell'anno
- 2011 - Grammy Award
  - Miglior colonna sonora a Randy Newman
- 2011 - Premio Hugo
  - Candidatura come miglior rappresentazione drammatica (forma lunga) a Lee Unkrich, Michael Arndt, John Lasseter e Andrew Stanton
- 2010 - London Critics Circle Film Awards
  - Candidatura come film dell'anno
- 2010 - Los Angeles Film Critics Association Award
  - miglior film d'animazione a Lee Unkrich
- 2011 - People's Choice Awards
  - Miglior film per la famiglia
  - Candidatura come miglior film
- 2010 - Phoenix Film Critics Society Awards
  - Miglior film d'animazione
  - Candidatura come miglior film
  - Candidatura come miglior canzone originale (We Belong Together) a Randy Newman
- 2010 - San Diego Film Critics Society Awards
  - Miglior film d'animazione
  - Candidatura come miglior sceneggiatura originale a Michael Arndt
- 2010 - Scream Award
  - Candidatura come miglior film fantasy
  - Candidatura come miglior attore in un film fantasy a Tom Hanks
  - Candidatura come miglior sceneggiatura a Michael Arndt
  - Candidatura come miglior film 3D
- 2010 - Southeastern Film Critics Association Awards
  - Miglior film d'animazione
  - Candidatura come miglior film
- 2010 - St. Louis Film Critics Association Awards
  - Miglior film d'animazione a Lee Unkrich
  - Candidatura come moossa della media inoltrazione (per innovazione tecniche o artistiche che fanno avanzare il medium)
- 2010 - Teen Choice Awards
  - Miglior film d'animazione
- 2010 - Visual Effects Society
  - Candidatura come miglior animazione a Lee Unkrich, Darla K. Anderson, Guido Quaroni e Michael Fong
  - Candidatura come migliori effetti animati a Jason Johnston, Eric Froemling, David Ryu e J.D. Northrup
- 2011 - AFI Award
  - Film dell'anno
- 2011 - Eddie Award
  - Miglior montaggio in un film d'animazione a Ken Schretzmann e Lee Unkrich
- 2011 - Annie Award
  - Candidatura come miglior film d'animazione
  - Candidatura come miglior regia a Lee Unkrich
  - Candidatura come miglior sceneggiatura a Michael Arndt
- 2011 - ASCAP Award
  - Top Box Office Films a Randy Newman
- 2011 - Artios Award
  - Miglior casting per un film d'animazione a Kevin Reher e Natalie Lyon
- 2011 - Central Ohio Film Critics Association Awards
  - Miglior film d'animazione
  - Candidatura come miglior film
  - Candidatura come miglior sceneggiatura non originale a Michael Arndt
- 2011 - Cinema Writers Circle Awards
  - Miglior film straniero a Lee Unkrich
- 2010 - Dallas-Fort Worth Film Critics Association Award
  - Miglior film d'animazione
- 2010 - Hollywood Film Awards
  - Animazione dell'anno a Lee Unkrich
- 2011 - Irish Film and Television Award
  - Candidatura come miglior film internazionale
- 2011 - Kids' Choice Award
  - Candidatura come miglior film d'animazione
  - Candidatura come miglior doppiaggio a Tim Allen
  - Candidatura come miglior doppiaggio a Tom Hanks
- 2010 - Las Vegas Film Critics Society Awards
  - Miglior film d'animazione
  - Miglior film per la famiglia
- 2011 - Golden Reel Award
  - Candidatura come miglior montaggio sonoro in un lungometraggio d'animazione
- 2011 - PGA Award
  - Miglior produzione animata a Darla K. Anderson
  - Candidatura come miglior produttrice a Darla K. Anderson

- 2011 - Russian National Movie Awards
  - Candidatura come miglior film d'animazione
- 2010 - San Francisco Film Critics Circle Award
  - Miglior film d'animazione
- 2011 - Premio Nebula
  - Candidatura come miglior sceneggiatura a Michael Arndt, John Lasseter, Andrew Stanton e Lee Unkrich
- 2011 - SFX Awards
  - Candidatura come miglior film a Lee Unkrich
  - Candidatura come miglior regia a Lee Unkrich
- 2010 - Washington DC Area Film Critics Association Awards
  - Miglior film d'animazione
  - Candidatura come miglior film
  - Candidatura come miglior sceneggiatura non originale a Michael Arndt, John Lasseter, Andrew Stanton e Lee Unkrich
- 2011 - 3D Creative Arts Awards
  - Miglior film d'animazione in 3D
- 2011 - Alliance of Women Film Journalists
  - Miglior film d'animazione a Lee Unkrich
  - Candidatura come miglior personaggio femminile animato (Barbie) a Jodi Benson
  - Candidatura come miglior personaggio femminile animato (Jessie) a Joan Cusack
- 2011 - Austin Film Critics Association
  - Miglior film d'animazione
  - Candidatura come miglior film
- 2010 - Awards Circuit Community Awards
  - Miglior film d'animazione
  - Premio Davis al miglior film a Darla K. Anderson
  - Premio Davis al miglior film d'animazione
  - Candidatura come miglior film a Darla K. Anderson
  - Candidatura come miglior colonna sonora originale a Randy Newman
  - Candidatura come Premio Davis alla miglior regia a Lee Unkrich
  - Candidatura come Premio Davis alla miglior sceneggiatura non originale a Michael Arndt
  - Candidatura come Premio Davis alla miglior colonna sonora originale a Randy Newman
  - Candidatura come Premio Davis al miglior montaggio
  - Candidatura come Premio Davis al miglior sonoro
  - Candidatura come Premio Davis alla miglior canzone (We Belong Together)
- 2011 - Denver Film Critics Society
  - Miglior film d'animazione
  - Candidatura come miglior canzone originale (We Belong Together) a Randy Newman
- 2010 - Florida Film Critics Circle Awards
  - Miglior film d'animazione
- 2011 - Gold Derby Awards
  - Miglior film d'animazione
  - Candidatura come miglior film a Darla K. Anderson
  - Candidatura come miglior sceneggiatura non originale a Michael Arndt, John Lasseter, Andrew Stanton e Lee Unkrich
  - Candidatura come miglior montaggio sonoro a Doc Kane, Tom Myers, Michael Semanick e Michael Silvers
  - Candidatura come miglior canzone originale (We Belong Together) a Randy Newman
- 2010 - Golden Schmoes Awards
  - Miglior film d'animazione
  - Candidatura come miglior film
  - Candidatura come miglior sceneggiatura a Michael Arndt
  - Candidatura come Scena più memorabile (L'inceneritore)
  - Candidatura come Scena più memorabile (Andy dice addio)
- 2014 - Guinness World Record Award
  - Massima media lorda del film al botteghino per un regista maschio a Lee Unkrich
- 2010 - Hollywood Post Alliance
  - Candidatura come miglior suono a Michael Semanick, Tom Myers, Michael Silvers e Skywalker Sound
  - Candidatura come miglior montaggio a Ken Schretzmann e Lee Unkrich
- 2010 - Houston Film Critics Society Awards
  - Miglior film d'animazione
  - Candidatura come miglior film
  - Candidatura come miglior sceneggiatura a John Lasseter, Andrew Stanton, Lee Unkrich e Michael Arndt
- 2010 - IGN Summer Movie Awards
  - Miglior film d'animazione
  - Candidatura come miglior film
- 2010 - Indiana Film Journalists Association
  - Candidatura come miglior film d'animazione
- 2011 - International Cinephile Society Awards
  - Candidatura come miglior film d'animazione
- 2011 - International Film Music Critics Award
  - Candidatura come miglior colonna sonora originale per un film d'animazione a Randy Newman
- 2011 - International Online Cinema Awards
  - Miglior film d'animazione a Lee Unkrich
  - Candidatura come miglior sceneggiatura non originale a Michael Arndt, John Lasseter, Andrew Stanton e Lee Unkrich
  - Candidatura come miglior montaggio sonoro a Tom Myers e Michael Silvers
- 2011 - Iowa Film Critics Awards
  - Miglior film d'animazione
- 2011 - Italian Online Movie Awards
  - Miglior film d'animazione a Lee Unkrich
- 2010 - New York Film Critics, Online
  - Miglior film d'animazione
- 2011 - North Texas Film Critics Association
  - Miglior film d'animazione a Lee Unkrich
- 2010 - Oklahoma Film Critics Circle Awards
  - Miglior film d'animazione
  - Candidatura come miglior film
- 2011 - Online Film & Television Association
  - Miglior film d'animazione a Darla K. Anderson
  - Miglior canzone originale (We Belong Together) a Randy Newman
  - Candidatura come miglior film a Darla K. Anderson
  - Candidatura come miglior sceneggiatura non originale a Michael Arndt, John Lasseter, Andrew Stanton e Lee Unkrich
  - Candidatura come miglior montaggio negli effetti sonori a Tom Myers e Michael Silvers
  - Candidatura come miglior momento cinematico (L'addio finale)
  - Candidatura come miglior momento cinematico (L'inceneritore)
- 2011 - Online Film Critics Society Awards
  - Miglior film d'animazione
  - Candidatura come miglior film
- 2011 - Tokyo Anime Award
  - International Theater Award a Lee Unkrich
- 2010 - Toronto Film Critics Association Awards
  - Candidatura come miglior film d'animazione
- 2010 - Utah Film Critics Association Awards
  - Miglior film d'animazione
  - Candidatura come miglior film
- 2010 - Village Voice Film Poll
  - Miglior film d'animazione
  - Candidatura come miglior film
- 2010 - Women Film Critics Circle Awards
  - Miglior film per la famiglia
- 2011 - World Soundtrack Awards
  - Miglior canzone originale (We Belong Together) a Randy Newman
- 2010 - Gran Galà del Doppiaggio Romics DD
  - Premio del pubblico per la miglior voce femminile di un cartone animato a Ilaria Stagni
  - Doppiaggio dell'anno (categoria miglior film d'animazione)